# 彭威禮
彭威禮（1967年7月26日—）是加拿大天体物理学、宇宙学和计算物理学家。

## 教育和事业
彭威禮出生于德国，父母是台湾人，13岁时随父母移居加拿大。他于1989年获得國立臺灣大學数学系理学学士学位，1991年于台湾國立交通大學获得物理学硕士学位，并于1996年在普林斯顿大学获得天体物理学博士学位，论文题目为《星系团气体动力学的数值研究》，指导老师是耶利米·保羅·歐斯垂克。
從1995年到1998年，彭威禮是哈佛大学的博士後。在1998年他受聛於多倫多大學至現在。他在天體物理學方面的研究包括暗物质、宇宙中微子背景輻射、21公分線、脉冲星、甚长基线干涉测量，及加拿大氢强度测绘实验等。

## 荣誉和奖項
- 1994年：Ray Grimm计算物理奖

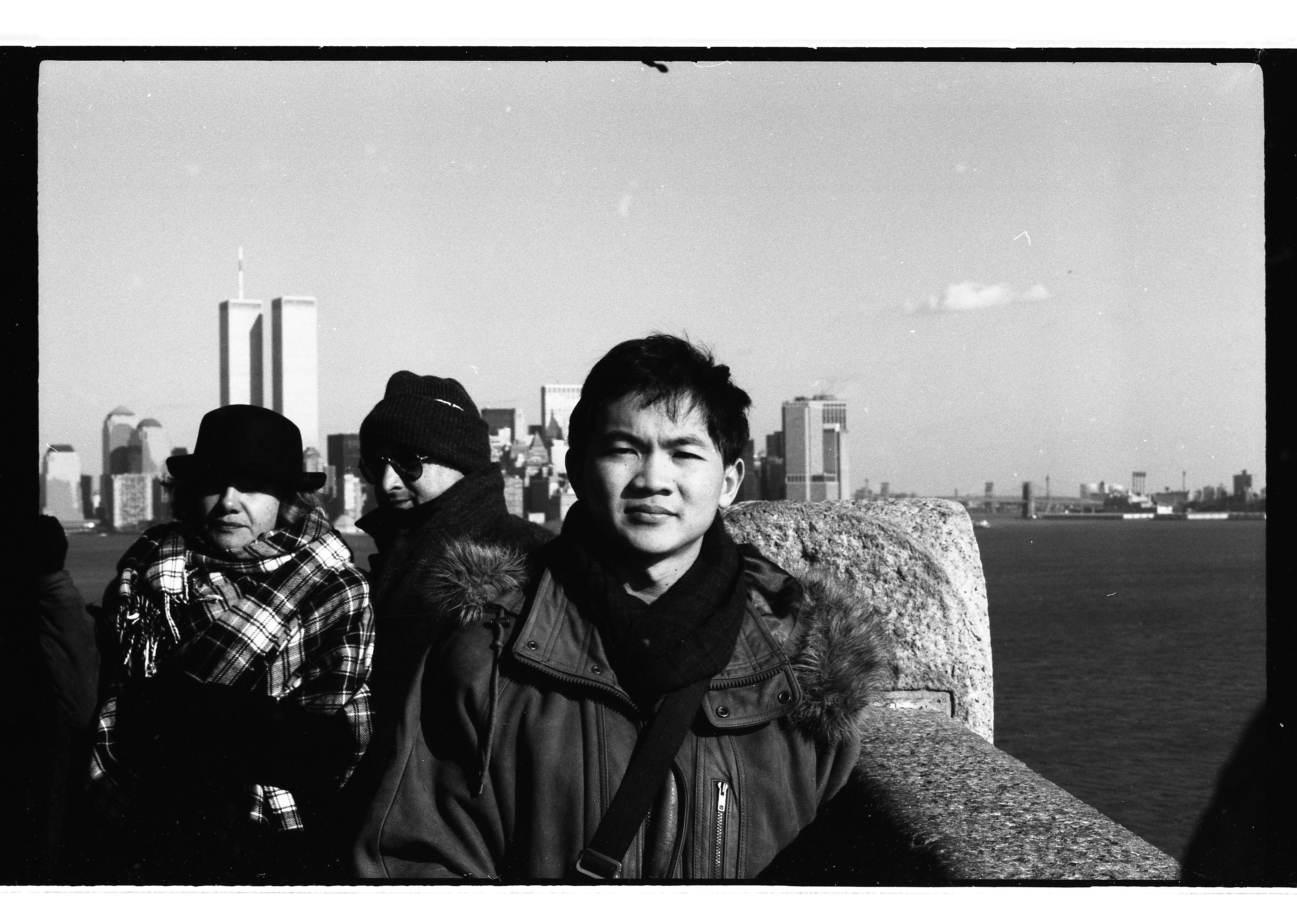
1997年彭威禮参观自由岛

- 1994-1995年：普林斯顿大学Porter Ogden Jacobus奖学金[3]
- 1995年：数字设备公司和匹兹堡超级计算机中心技术计算竞赛第一名
- 1995-1998年：哈佛学会初级研究员[4]
- 1998–2002年：加拿大高等研究院学者
- 2018年：西蒙斯研究员

## 出版刊物
- 与戴维·斯佩格尔合著：“弦主导宇宙中的宇宙学。”《天体物理学杂志快报》491，第 2 期（1997 年）：L67Mdoi:10.1086/311074
- 与 Hy Trac 合作：“天体物理学欧拉计算流体动力学入门。”太平洋天文学会出版物 115，第 805 期（2003 年）：303doi:10.1086/367747
- 与 Hugh Merz 和 Hy Trac 合作：“迈向最优并行 PM N 体代码：PMFAST。”《新天文学》10，第 5 期（2005 年）：393-407doi:10.1016/j.newast.2005.02.001